# هوانگبیژوانگ
هوانگبیژوانگ (به لاتین: Huangbizhuang) یک شهرک در جمهوری خلق چین است که در بخش لوکوان واقع شده‌است. هوانگبیژوانگ ۱۱۳ متر بالاتر از سطح دریا واقع شده‌است.